# Exorista dydas
Exorista dydas là một loài ruồi trong họ Tachinidae.